# Caledon Nature Reserve (Freistaat)
Das Naturschutzgebiet Caledon Nature Reserve liegt 120 Kilometer südöstlich von Bloemfontein an der Straße R701 zwischen Wepener und Smithfield in der Provinz Freistaat in Südafrika. Es ist 2300 ha groß.
Dieses Naturschutzgebiet ist nicht zu verwechseln mit dem gleichnamigen Naturschutzgebiet Caledon Nature Reserve in der Provinz Western Cape.
Benannt ist es nach dem in der Nähe fließenden Caledon River, der am Welbedacht Dam gestaut wird. Dieser Stausee versorgt Bloemfontein mit Wasser, das Naturschutzgebiet liegt am westlichen Ufer.
Neben der großen Vielfalt an Vogelarten (über 200 Arten, der Großteil davon Wasservögel) beheimatet das NSG auch Weißschwanzgnu, Buntbock, Springbock und Zebra.
Zwei schwimmende Bush Camps auf Flößen bieten Übernachtungsmöglichkeiten für Wanderer und Kanufahrer. Am Ufer gibt es für die Selbstversorgung ein Lapa mit Grillmöglichkeiten. Angeln ist hier die Hauptattraktion, in Fluss und Stausee gibt es Barben, Yellowfish und Karpfen.